# カヴァイア・タギヴェタウア
カヴァイア・タギヴェタウア（Kavaia Tagivetaua、1997年8月8日 - ）は、フィジー出身のラグビーユニオン選手。

## 略歴
2017年、ハミルトンボーイズ高校 卒業後、白鷗大学に入る。
2021年、白鷗大学卒業後、NECグリーンロケッツ（同年6月よりNECグリーンロケッツ東葛）に加入。
2022年1月8日に行われたJAPAN RUGBY LEAGUE ONE第1節横浜キヤノンイーグルス戦にて先発出場で日本での公式戦初出場を果たした。
2023年、豊田自動織機シャトルズ愛知に加入。
2025年6月2日、豊田自動織機シャトルズ愛知退団を発表。